# Diocèse de San Fernando de Apure
Le diocèse de San Fernando de Apure (en latin : Diœcesis Sancti Ferdinandi Apurensis ; en espagnol : Diócesis de San Fernando de Apure) est un diocèse de l'Église catholique au Venezuela, suffragant de l'archidiocèse de Calabozo.

## Territoire

Carte des diocèses du Venezuela avec le diocèse de San Fernando de Apure en rouge.

Le diocèse se situe dans l'État d'Apure, il possède un territoire de 43 536 km2 avec 30 paroisses. Son siège épiscopal est à San Fernando de Apure, où se trouve la cathédrale Notre-Dame-du-Mont-Carmel (es).

## Histoire
La prélature territoriale de San Fernando de Apure est érigée le 7 juin 1954 par la bulle Providentissimo Redemptoris du pape Pie XII, en prenant sur le territoire du diocèse de Calabozo (aujourd'hui archidiocèse) et du diocèse de San Cristóbal, il est à l'origine suffragant de l'archidiocèse de Caracas.
Le 12 novembre 1974, la prélature est élevée au rang de diocèse par la bulle Sancti Ferdinandi Apurensis du pape Paul VI. Depuis le 7 juin 1995, il fait partie de la province ecclésiastique de l'archidiocèse de Calabozo.

## Évêques
- Ángel Adolfo Polachini Rodríguez (1966-1971) nommé évêque du diocèse de Guanare
- Roberto Antonio Dávila Uzcátegui (1972-1992)
- Mariano José Parra Sandoval (1994-2001) nommé évêque du diocèse de Ciudad Guayana
- Víctor Manuel Pérez Rojas (2001-2016)
- Alfredo Enrique Torres Rondón (2016-  )

## Églises remarquables

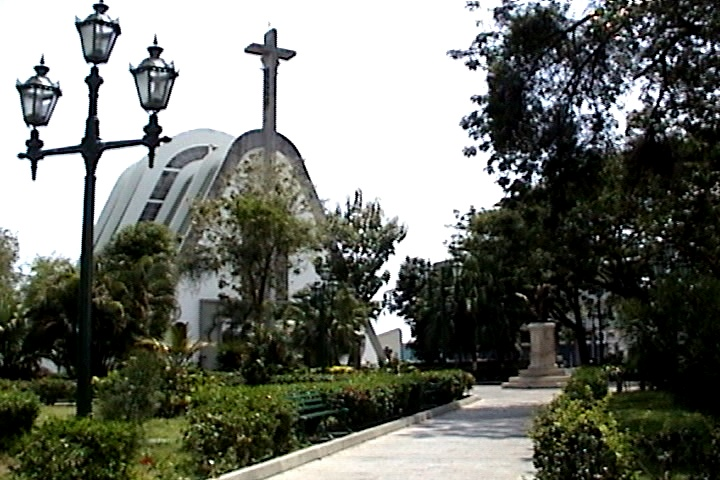
Cathédrale de San Fernando de Apure.

Le siège du diocèse est à la cathédrale Notre-Dame-du-Mont-Carmel (es) de San Fernando de Apure.
On trouve sur le territoire du diocèse l’église appelée le sanctuaire du Nazaréen à Achaguas, que le diocèse avait reconnu sanctuaire diocésain en 1999, et que la Conférence épiscopale du Venezuela reconnaît comme sanctuaire national depuis 2010.

## Sources
- www.catholic-hierarchy.org